# Sharp IQ-8920G

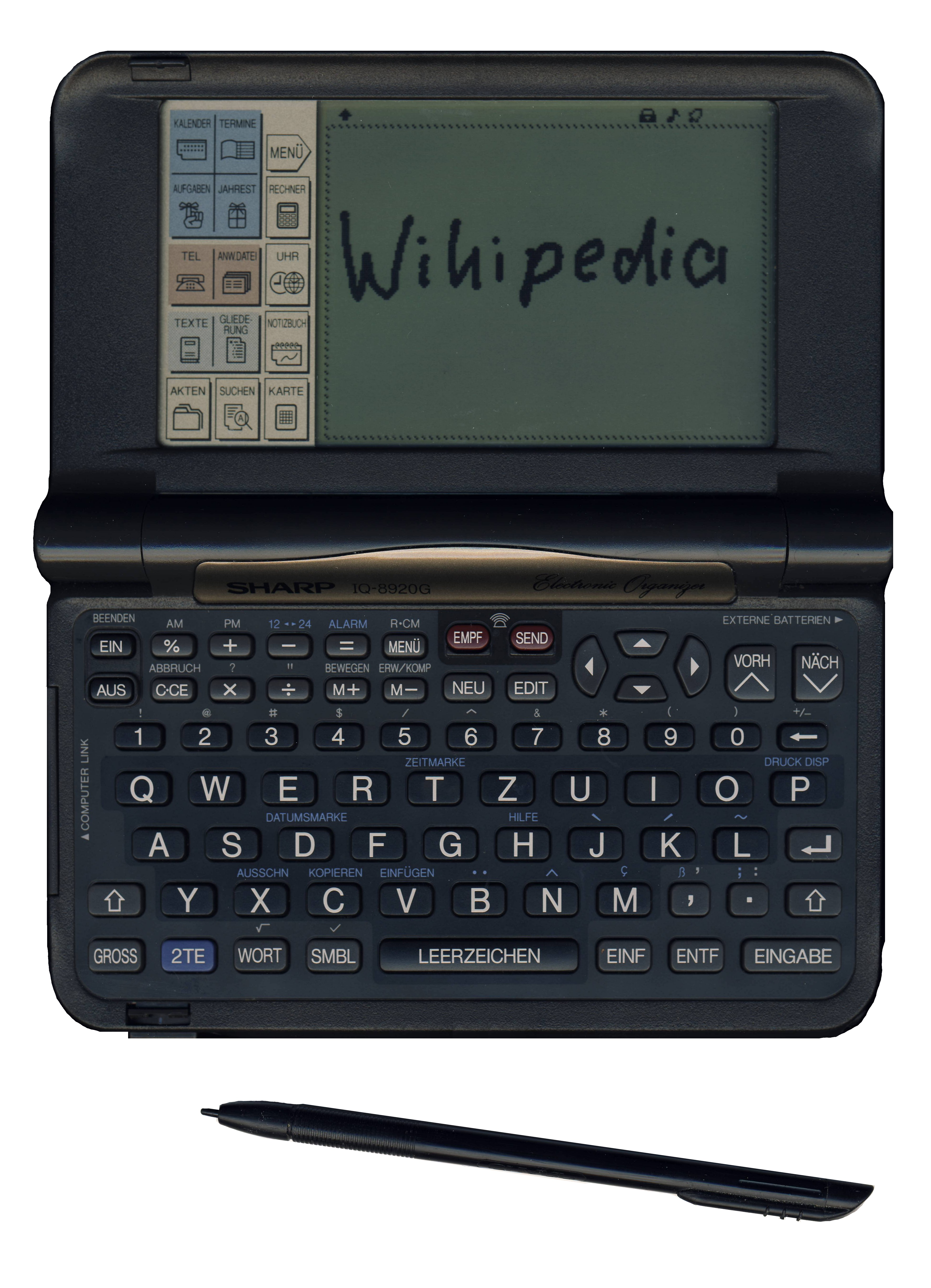
Electronic Organizer IQ-8920G von Sharp

Der SHARP IQ-8920G der Firma Sharp war ein (in Deutschland erhältlicher) Electronic Organizer (1995). 

## Geschichte

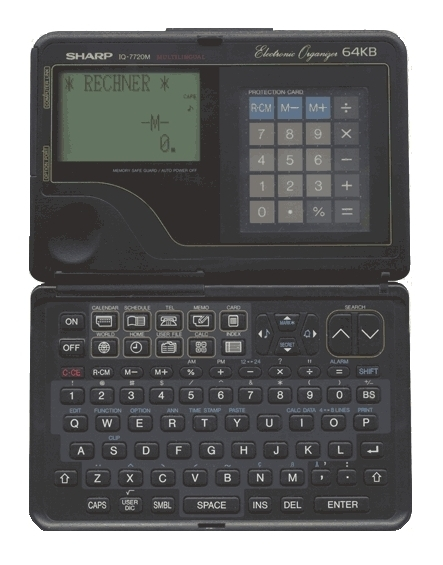
Electronic Organizer IQ-7720 (noch mit getrenntem Display und einem separaten Feld mit berührungsempfindlicher Folie)

Der IQ8920G der Firma Sharp leitete durch seine technischen Merkmale (LC-Sensordisplay mit Stiftbedienung und vollwertiger QWERTZ-Tastatur) einen endgültigen Übergang von programmierbaren Taschenrechnern zu neuartigen Mikrocomputern mit graphischer Bedienoberfläche GUI ein.
Wegbereiter für diese Entwicklung war der Organizer Sharp IQ-7720, welcher noch mit einem getrennten Display / Touchscreen (welches bedruckte Erweiterungskarten überlagerte) ausgestattet war. Der IQ-8920G vereinigte eine Bedienung in einem zentralen 240 × 160 Punktmatrix-Flüssigkristalldisplay mit Touchscreen.

## Technische Daten
- RAM: 512 kB (Benutzerbereich: ca. 391 kB)
- Anzeige: 40-stelliges 240 × 160 Punktmatrix-Flüssigkristalldisplay mit Touchscreen
- Tastatur: QWERTY-Tastatur und Sonderfunktionstasten
- Stromversorgung: 3 Volt Gleichstrom über zwei Alkalibatterien 2 × LR03, Lithiumbatterie 1 × CR2032 (eingesetzt).
- Nennaufnahme: 0,29 W
- Speicherungs-Batterie: ca. 5 Jahre (unabhängig vom Zustand der Betriebsbatterie)
- Geöffnet: 155 × 177 × 20 mm (B × H × T)
- Geschlossen: 155 × 97 × 23,9 mm (B × H × T)
- Gewicht: ca. 300 g (mit Batterien)
- Funktionen: Kalender, Termine, Aufgaben, Jahrestage, Telefon, Anwenderdatei, Texte, Gliederungen, Notizbuch, Akten

### Anschlüsse
- Infrarot – kabelloses Drucken, optisches Übertragen von Daten mittels unsichtbarem Infrarotlicht (digitale Visitenkarten, Notizen oder Aufgaben an ein anderes Gerät, das sich in unmittelbarer Nähe befindet).
- RS232 – zur Synchronisation oder zum Anschluss von RS232-basiertem Equipment Faxmodems usw.
- Kartenslot für Erweiterungskarten (Sharp Sonderformat)

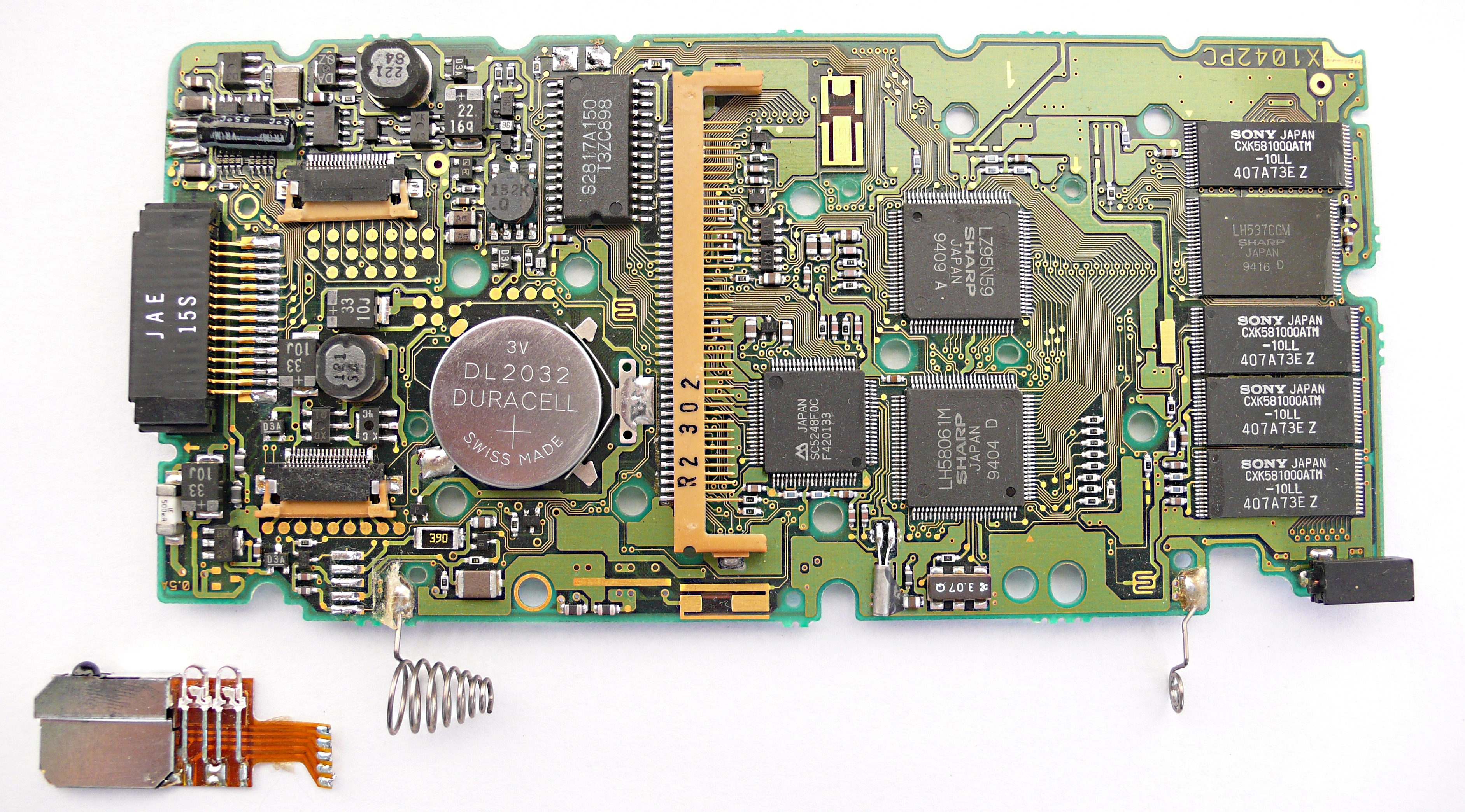
Organizer Platine
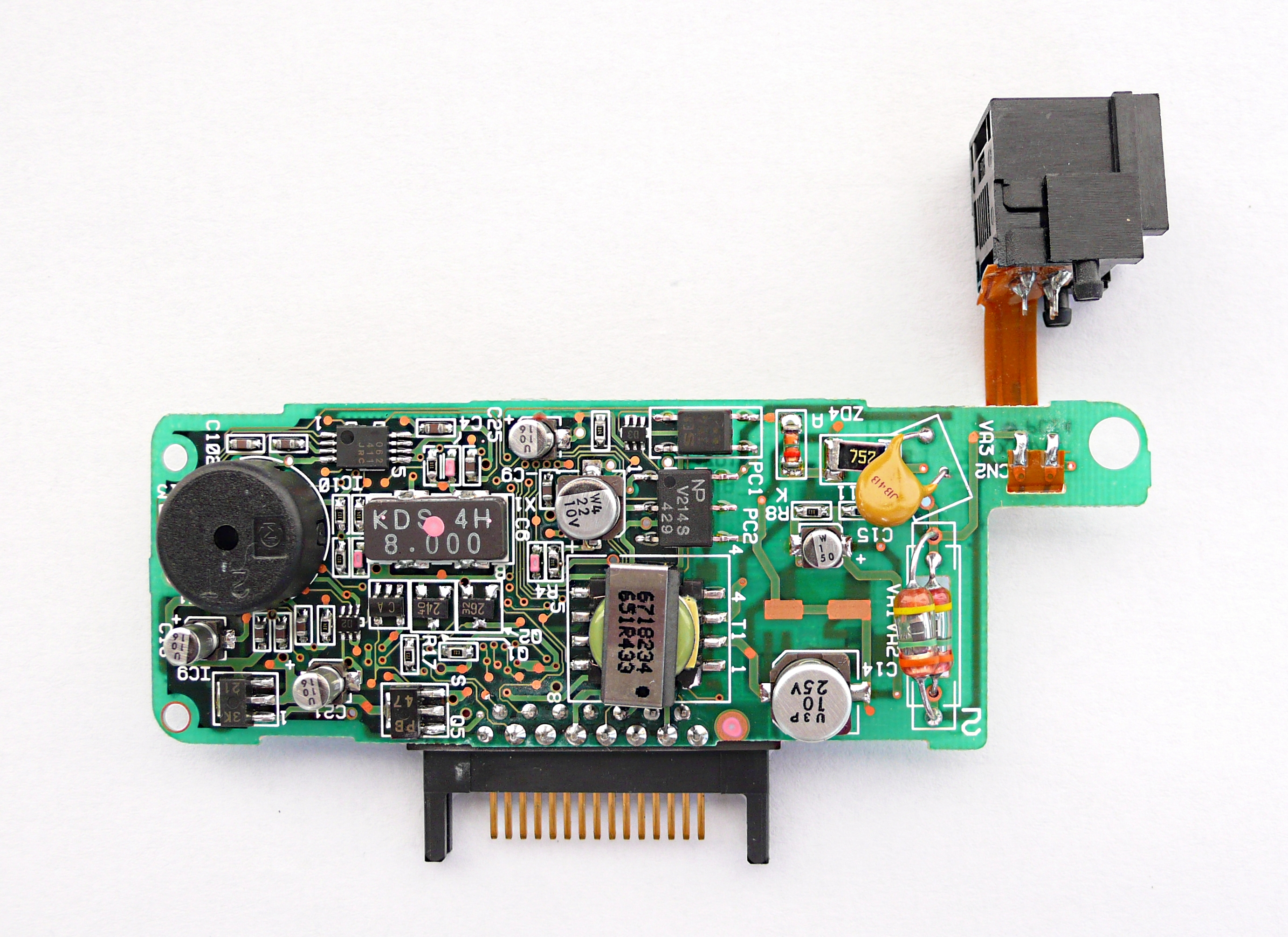
Organizer Mailbox und Fax Modem
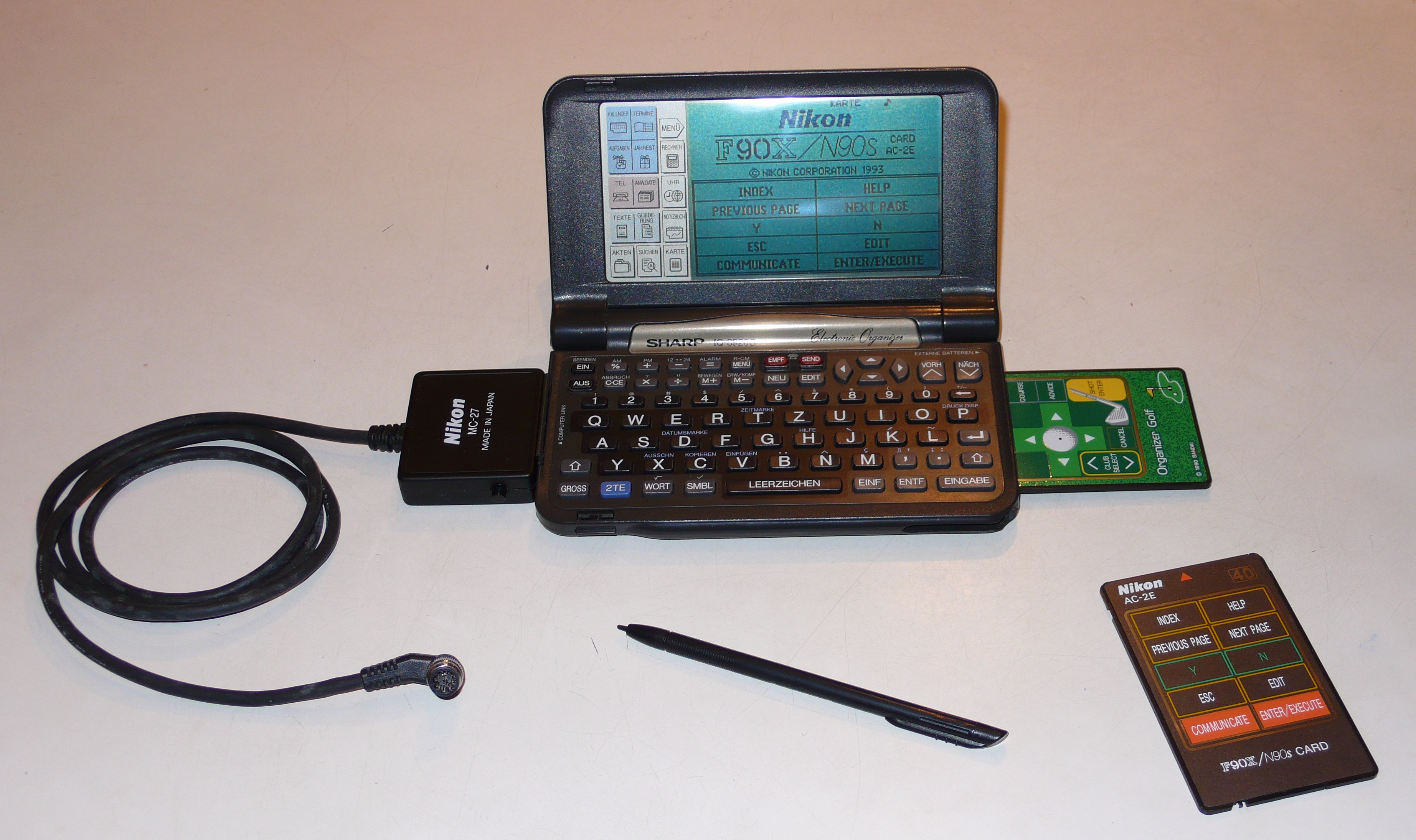
Sharp IQ-8920G Electronic Organizer hier mit einer NIKON FX90x Erweiterung AC-2E